# Kiltyclogher
Kiltyclogher (iriska: Coillte Clochair) är en ort i republiken Irland.   Den ligger i grevskapet County Leitrim och provinsen Connacht, i den norra delen av landet, 160 km nordväst om huvudstaden Dublin. Kiltyclogher ligger 66 meter över havet och antalet invånare är 233.
Terrängen runt Kiltyclogher är kuperad västerut, men österut är den platt. Kiltyclogher ligger nere i en dal.Runt Kiltyclogher är det glesbefolkat, med 13 invånare per kvadratkilometer. Närmaste större samhälle är Manorhamilton, 10,7 km sydväst om Kiltyclogher. Trakten runt Kiltyclogher består i huvudsak av gräsmarker.